# Óscar Córdoba
Óscar Eduardo Córdoba Arce (Cali, 1970. február 3. –), kolumbiai válogatott labdarúgókapus.
A kolumbiai válogatott tagjaként részt vett az 1994-es és az 1998-as világbajnokságon, az 1993-as, az 1995-ös és a 2001-es Copa Américán illetve a 2003-as konföderációs kupán.

## Sikerei, díjai
Atlético Nacional
- Copa Libertadores (1): 1989

América de Cali
- Kolumbiai bajnok (1): 1996–97

Boca Juniors
- Argentin bajnok (3): 1998 Apertura, 1999 Clausura, 2000 Apertura
- Copa Libertadores (2): 2000, 2001
- Interkontinentális kupa (1): 2001

Beşiktaş
- Török bajnok (1): 2002–03
- Török kupa (1): 2005–06

Kolumbia
- Copa América győztes (1): 2001

Egyéni
- A Copa América legjobb kapusa (1): 2001
- A Copa Libertadores legjobb kapusa (2): 2000, 2001